# Chrīstos Kasianos
Chrīstos Kasianos (in greco: Χρήστος Κασιανός; 12 settembre 1965) è un ex calciatore cipriota, di ruolo attaccante.

## Carriera
Ha disputato due incontri con la nazionale cipriota, entrambi nel 1991.